# Solna Vikings
Solna Vikings ist ein schwedischer Basketballverein aus Solna.

## Geschichte
1959 gründete sich Solna IF. Nachdem der Verein, bis dahin viermal schwedischer Meister, bankrottging, erbten die 1999 gegründeten Solna Vikings daraufhin das Startrecht in der höchsten schwedischen Basketball-Liga und spielen seit der Saison 2000/01 darin. In den ersten beiden Jahren war die Mannschaft noch zu schlecht und erreichte die Play-offs nicht.
In der Saison 2002/03 steigerte sich das Team deutlich, wurde in der Hauptrunde souverän Erster, marschierte danach durch die Play-offs, an deren Ende ein 3:1 Seriensieg gegen Plannja Basket erreicht wurde. Die Vikings waren erstmals Meister.
Nachdem in den folgenden beiden Spielzeiten im Viertelfinale bzw. im Halbfinale Schluss war, gelang man 2006 wieder ins Endspiel. Wieder war Plannja Basket der Gegner. Diesmal hatte Solna keine Chance und verlor die Serie mit 1:4. 2008 gelang der zweite Meisterschaftsgewinn. Gegen die Sundsvall Dragons setzte man sich in der Finalserie mit 3:1 durch. Im Jahr darauf revanchierte sich Sundsvall und gewann die Neuauflage des Endspiels von 2008. Die Vikings fanden danach nicht mehr zur alten Stärke zurück. Schafften sie es 2010 noch ins Halbfinale, war 2011 und 2012 nach jeweils schlechten Hauptrunden im Viertelfinale Schluss.

## Damen
Der Verein hat auch eine erfolgreiche Damen-Mannschaft, die zwischen 2002 und 2009 fünfmal schwedischer Meister wurde.

## Halle
Der Verein trägt seine Heimspiele in der 2.000 Plätze umfassenden Solnahallen aus.

## Erfolge
Herren
- 2× Schwedischer Meister (2003, 2008)

Damen
- 5× Schwedischer Meister (2002, 2004, 2006, 2008, 2009)

## Bekannte Spieler
| - Lorenzo Charles 1995/96 - Otis Smith 1996/97 - Mats Levin 1996–99, 2006, 2008, seit 2012 - Eric Taylor 2001–03 - Martin Ringström 2002/03, 2004/05 - Yasin Merzoug 2004–05 | - Jerome Coleman 2005 - Charles Thomas 2005/06 - Jerel Blassingame 2006/07 - Rudy Mbemba 2007/08, 2009/10 - Logan Kosmalski 2010/11 - Logi Gunnarsson seit 2010 |